# Teresa Parodi
Teresa Adelina Sellarés dite Teresa Parodi (Corrientes, 30 décembre 1947) est une chanteuse et femme politique argentine.
Elle est ministre de la culture (es) de mai 2014 à décembre 2015 sous la présidence de Cristina Kirchner
.